# Sofía
Pour plus de détails, voir Fiche technique et Distribution.
Sofía est un téléfilm espagnol en deux parties réalisé par Antonio Hernández et diffusée les 19 et 26 janvier 2011 sur la chaîne Antena 3.

## Synopsis
Le téléfilm raconte la vie de la princesse Sophie de Grèce, au moment où elle s'apprête à épouser le futur Juan Carlos Ier d'Espagne.

## Fiche technique
- Titre : Sofía
- Genre : Drame, Biographie
- Réalisation : Antonio Hernández
- Scénario : Aitor Gabilondo et Aurora Guerra
- Compagnie de production : Sagrera Audiovisual
- Pays de production : Espagne
- Durée : 180 minutes
- Première diffusion : 19 et 26 janvier 2011

## Distribution
- Nadia de Santiago : Sophie de Grèce
- Jorge Suquet : Juan Carlos Ier
- Juanjo Puigcorbé (es) : Juan de Borbón y Battenberg
- Emma Suárez : Frederika de Hanovre
- Paloma Zavala : Irène de Grèce
- Yon González : Constantin II
- Eduardo MacGregor (es) : Francisco Franco
- Roberto Álvarez : Paul Ier